# خداوند را ستایش کنید
خداوند را ستایش کنید (به انگلیسی: Praise the Lord) فیلمی محصول سال ۲۰۱۴ و به کارگردانی شیبو گانگاداران است. در این فیلم بازیگرانی همچون مموتی، آکانکشا پوری و موکش ایفای نقش کرده‌اند.